# Krehberg
Le Krehberg est une montagne de 576 mètres d'altitude, dans l'Odenwald, à environ 10 kilomètres à l'ouest de Lindenfels.
Au sommet du Krehberg se trouve une tour de transmission exploitée par Deutsche Telekom pour des services FM, de télévision et de guidage radio.